# Diósvölgy
A Diósvölgy Esztergom külterületi városrésze. Üdülőterület, de hagyományosan szőlőművelés folyik a területen, valamint foglalkoznak zöldség- és gyümölcstermesztéssel is. Az itteni gazdák egy része az esztergomi piacra termel. Diósvölgy „kincse” a Diósvölgyi forrás, melynek vize rendkívül jó, ásványi anyagokban gazdag. Lakónépessége a 2022-es népszámlálás szerint 144 fő.

## Története

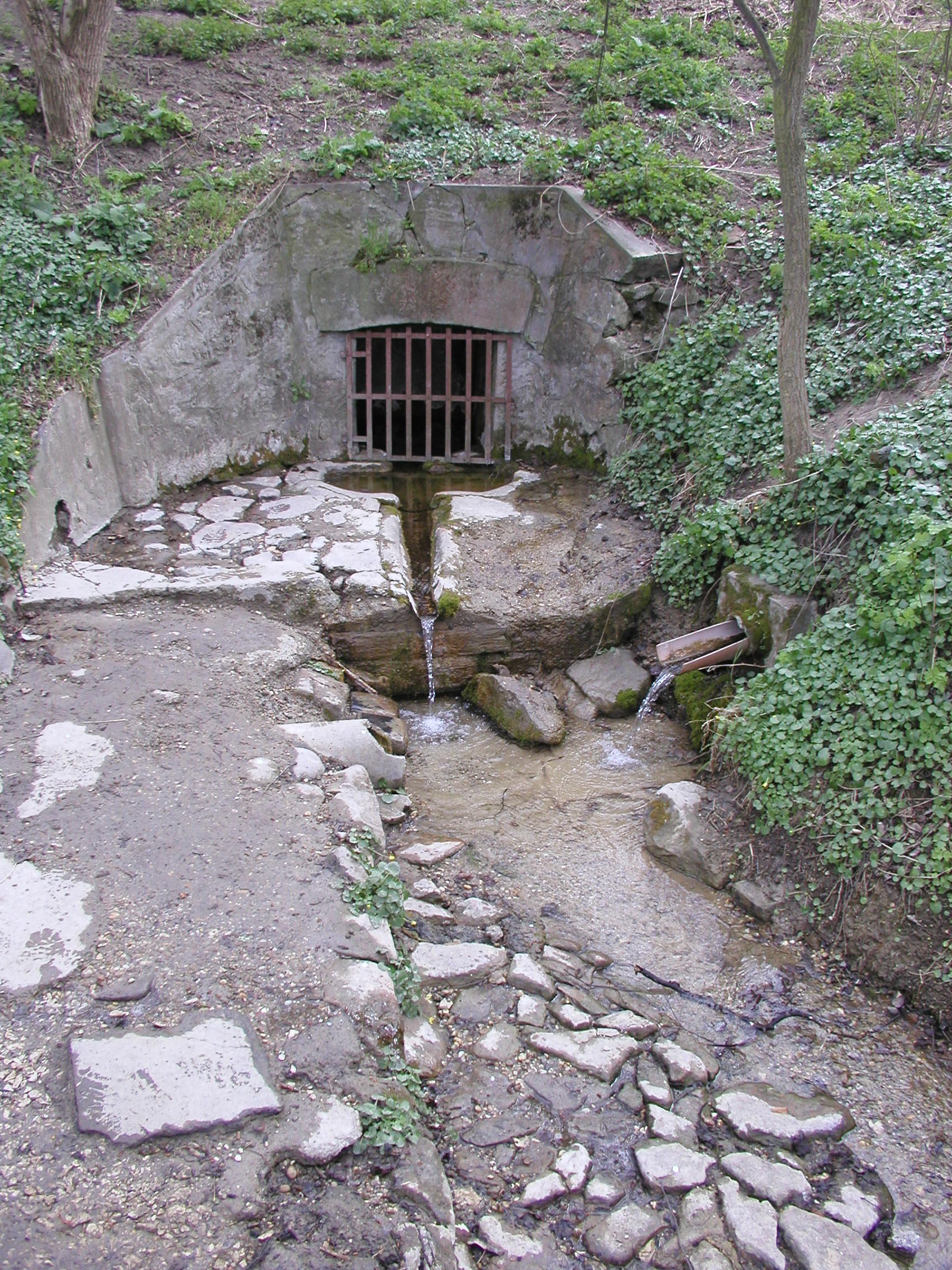
A Diósvölgyi-forrás

Diósvölgy már az őskorban is lakott hely volt. Később a bronzkorban egy település állt e területen. Ebből az időből jelentős régészeti leletek kerültek elő a forrás környékén (nagyméretű cserépedények, bronzból készült eszközök). A középkor folyamán szintén település helyezkedett el Diósvölgyön, az Avar Birodalom idején keletkezett, neve Peszér volt, és a régészeti ásatások bizonysága szerint az avar lakosság tovább élt itt a honfoglalás után is. A régészek munkája nyomán napvilágra került egy kör alaprajzú Árpád-kori templom és körülötte a temető, melyben a halottakat a kor szokásainak megfelelően arcukkal a felkelő Nap felé tekintve temették el. Peszér a török korban teljesen elpusztult. Az esztergomi szandzsák 1570-es adóösszeírása említi „Haszán szpáhi rétjét a Diós völgy mellett”. A török kor említésre méltó emléke az 1595-ös ostrom idején épült erőd maradványa. A XVIII. században parcellázták fel a területet, ettől az időtől fogva kezdődött a szőlőművelés. 1718. december 23-án a királyi város egy rétet ajándékozott itt a jezsuitáknak a városban végzett áldásos tevékenységükért. A telek határait a jezsuitáknak kell kijelölniük négy kővel. 1863-ban Majer István kanonok felvetette, hogy a diósvölgyi forrás vizét vezessék be a városba egy újonnan építendő vízvezetékkel.
Az itteni szőlőültetvényeket is elpusztította az 1890-es években a filoxéra, de az esztergomi parasztság szívós és kitartó munkával újra telepítette az ültetvényeket. Ennek állít örök emléket a forrásnál felállított kőkereszt, mellyel a gazdák Isten segítségét kérték e munkához. Ezután virágzásnak indult az itteni szőlő- és bortermelés (szinte kizárólag fehérbor termelés) különösen a két világháború között. Fő fajták voltak: Olaszrizling, Vörös szlanka, Fehér szlanka.
Az 1960-ban bekövetkezett téeszesítés valóságos tragédiát jelentett a gazdák számára. Ezt az itteni szőlőművelés a mai napig nem heverte ki. Az egykori gyönyörű szőlők helyén csak gaz és dudva terem. Biztató jel azonban, hogy néhány fiatal gazda életcéljának tekinti a régi állapotok visszaállítását.

## Látnivalók
- Forrás: A forrásházat 1788-ban építették, felújították 1959-ben, majd 2006-ban.
- Kőhíd: Szintén 1788-ban épült, felújítva 1959-ben.
- Kőkereszt a forrásnál: 1894-ben állították, a filoxéravész miatt.
- Az ún. Szőgyimi-kereszt: Állította a Szőgyimi család az 1830-as években.
- Fakereszt: Állíttatott 2007-ben, Isten dicséretére és a hazáért.
- Török kori erődítmény maradványa:1595-ben építtette egy olasz hadmérnök terve alapján Karl von Mansfeld az Esztergomot 1595-ben ostromló keresztény seregek parancsnoka. Maga az erőd tulajdonképpen egy földből készült sáncrendszer. Kőépület nem készült az erőd területén, ugyanis már eredetileg is ideiglenes használatra épült.